# فرانکوفونیا
فرانکوفونیا (انگلیسی: Francofonia) فیلمی به کارگردانی الکساندر سوکوروف است که در سال ۲۰۱۵ منتشر شد. این فیلم آخرین ساخته سوکوروف است در بخش مسابقه فیلم‌های مستند پنجاه و نهمین جشنواره فیلم لندن به نمایش درآمد. این فیلم قبلاً در بخش مسابقه اصلی جشنواره فیلم ونیز شرکت داشت.